# Postič
Postič ali Blaue Postitschtraube (ponekod tudi rana modra mlinarica; francosko oz. mednarodno Pinot meunier) je rdeča sorta vinske trte. Trta je nastala kot genska mutacija modrega pinota.
Trta pinot meunier ali Postič je v Evropi poznana že od 16. stoletja. V Šampaniji je nasajena na 11.000 hektarjih in zaseda več kot 30% tamkajšnjih vinogradniških površin. V Nemčiji je najbolj pogosta v deželi Württemberg, leta 2007 je bila v celotni Nemčiji zasajena na 2.397 hektarjih.
Pinot meunier je dejansko močno dlakava mutacija Modrega pinota, ki je nastala v epidermalnih celicah; zaradi te mutacije so vrhovi mladik hrapavi, predstavlja pa himero iz dveh plasti tkiv z različno genetsko sliko. Grozd trte je običajno srednje velik, valjast in zbit, njegove jagode pa so male do srednje velike, okrogle do rahlo ovalne in temnomodre. Okus grozdja je sladek, sočen in saden. Poznejše brstenje in dobra dozorelost lesa zagotavlja trti dobro odpornost proti mrazu, pozno cvetenje pa zmanjšuje osipanje, kar je porok za zagotovljen pridelek. Zori srednje pozno pred renskim rizlingom (od tod nemško ime Schwarzriesling) in tudi v manj dobrih letih doseže večjo vsebnost sladkorja. Zaradi vsega naštetega je najbolj pogosta v pokrajinah s celinskim podnebjem. Slabost trte je nepraktična rast mladik in zaradi zbitih grozdov občutljivost za botritis. Izrazito opazna je tudi poraščenost mladih listov na vrhu mladike z belimi dlačicami. Vrh mladike je odprt, list je srednje velik, okroglast, petdelen, njegova zgornja stran pa je hrapava in mehurjasta. Spodnja stran lista je klobučevinasto volnena, na listnih žilah se dodatno nahajajo ščetinaste dlačice. Rob lista je neenakomerno topo zobčast.
Francosko ime trte je Pinot meunier, kar bi lahko prevedli tudi kot mlinarski pinot. Ime izhaja iz karakteristike listov, ki so zaradi dolgih dlačic na spodnji strani videti kot »pomokani«. Isti pomen ima tudi nemško ime Müllerrebe, čeprav se na Nemškem trta pogosteje imenuje kar Schwarzriesling,  etimološko sorodni sta še slovenski imeni rana modra mlinarica in bela mlinarica, ki pa se nista nikoli splošno uveljavili. 
Ime Postič ali Blaue Postitschtraube izhaja iz poimenovanja po enologu Francu Postiču, ki je sorto iz Francije prinesel na Štajersko, jo zasadil pri Sv. Ani v Slovenskih goricah in nato razširjal med štajerskimi vinogradniki. Prve pisne omembe imena Postič najdemo že pri začetniku štajerske ampelografije Franzu Trummerju, ki je med letoma 1835 in 1839 popisoval štajerske vinograde in vinske trte, da bi sestavil jasen pregled tukajšnjega vinogradništva. Trummer tako omenja Frühe blauer Müllerrebe in sinonim Blaue Postitschtraube ter dodaja, da je bila omenjena sorta k nam prinesena iz Francije, najboljše nasade, pa omenja pri 
Sv. Ani na Krembergu in v nekdanji stanovski poskusni zbirki vinske trte v Radgoni. Slovensko verzijo imena je prvič zapisal  Matija Vertovec, ko je leta 1845 izdal knjigo Vinoreja sa Slovenze. Preko te knjige se je ime uvrstilo tudi v Pleteršnikov slovar. 
Trta je bila pred izbruhom trtne uši zagotovo bolj pogosta in cenjena kot je  danes, ko je na Slovenskem skoraj povsem izumrla, saj je sicer Hermann Goethe ne bi uvrstil v svoj atlas sort , ki jih je treba ob reševanju vinogradov znova zasaditi s cepljenkami na ameriško podlago. Preko Trummerja in Goetheja se je ime Postič ohranilo tudi v znani zbirki gvašev Vinzenza in Conrada Kreuzerja, ki je izšla v slovenskem ponatisu leta 2001.
Vino je rubinaste ali opečno rdeče barve in nekoliko svetlejše od  modrega pinota z nekoliko višjo kislino, ki pa dobro ohranja nivo sladkorja in alkohola. Kot je bilo že povedano, je zaradi vseh omenjenih lastnosti Postič najpogosteje uporabljen za izdelavo penečih vin, ki jim daje količino in karakter. 